# Alejandro Vélez Barrientos
Alejandro Vélez Barrientos (Envigado, 26 de noviembre de 1794 - ?? 19 de marzo de 1841) fue un político, ingeniero civil y militar Colombiano. 
Se desempeñó como gobernador de Antioquia entre el 20 de junio y el 11 de diciembre del año de 1830.

## Biografía
Alejandro Vélez Barrientos nació en el seno de una familia de la elite Antioqueña, descendiente de la familia Vélez de Rivero por parte paterna y de las acaudaladas familias Barrientos y Toro Zapata por parte materna, quedó huérfano de padre a muy pronta edad viéndose así su madre a llevar las riendas del hogar, en su juventud ingresó a la academia de Francisco José de Caldas donde inicia sus estudios de ingeniera civil. 
Fue partícipe en los primeros alzamientos independentistas lo que lo llevaría a ser tomado prisionero tras la reconquista española de la Nueva Granada, sin embargo fue perdonado y liberado debido a sus conocimientos en ingeniería civil. 

### Campaña Libertadora
Dirigió las obras del puente del arco sobre la quebrada de Santa Elena, tras la batalla de Boyacá fue nombrado por José María Córdova como Comandante Militar para la liberación de la provincia de Antioquia y posteriormente nombrado comandante del Batallón Girardot, compuesto por voluntarios de familias de élite de Medellín y Antioquia. Junto al batallón Girardot se destacó en la fortificación de los puertos de Honda y Puerto Nare.

### Vida Política
Tras lograda la independencia Vélez Barrientos es nombrado por el general y presidente encargado Francisco de Paula Santander como Capitán de ingenieros del estado mayor general. Entre 1826 y 1829 fue cónsul de Colombia ante el gobierno de los Estados Unidos, en 1830 fue diputado de la Asamblea Nacional Constituyente por Antioquia. 
El 20 de julio del mismo año, Vélez Barrientos fue nombrado gobernador de Antioquia y se le encargó la reorganización administrativa de la provincia de Antioquia junto a su entonces secretario y posteriormente presidente de Colombia Mariano Ospina Rodriguez, al año posterior es nombrado ministro de relaciones exteriores. Vélez Barrientos fallece el día 19 de marzo de 1841 durante un enfrentamiento en la Guerra de los supremos.